# Lithophane gausapata
Lithophane gausapata là một loài bướm đêm trong họ Noctuidae.